# Bazèga
Le Bazèga est une des 47 provinces du Burkina Faso située dans la région du Nazinon.

## Départements

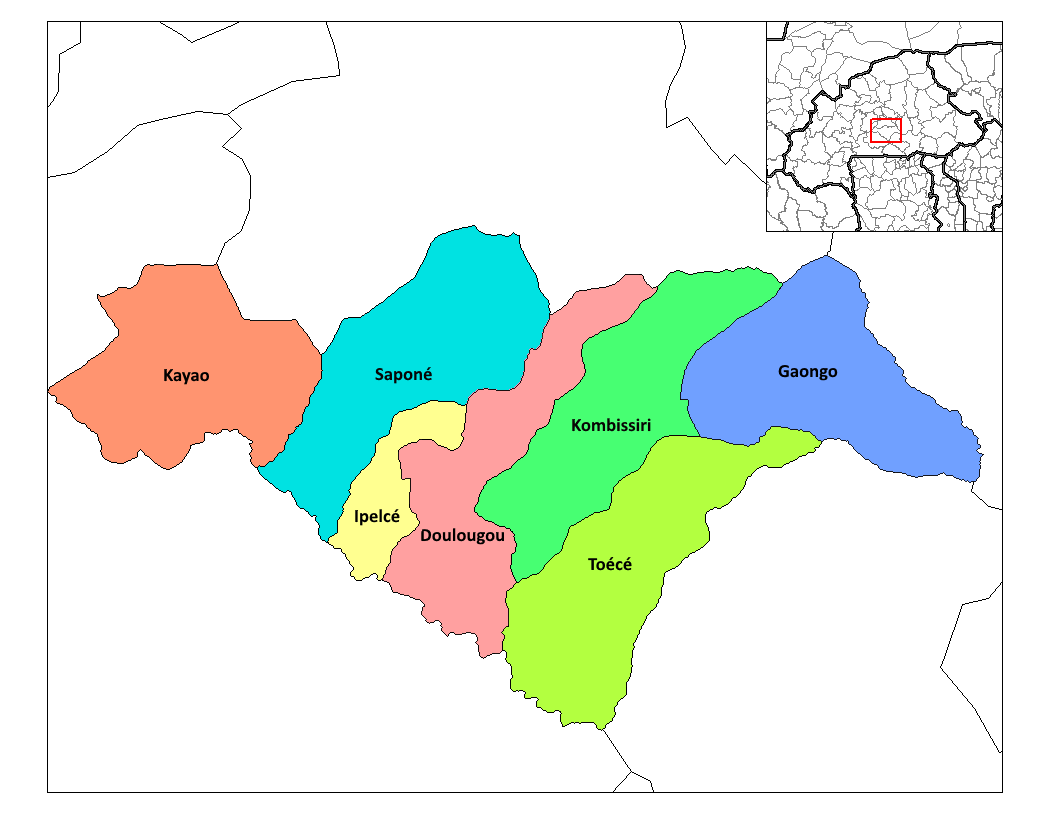
Localisation des départements de la province du Bazèga.

La province du Bazèga comprend 7 départements :
- Doulougou,
- Gaongo,
- Ipelcé,
- Kayao,
- Kombissiri,
- Saponé,
- Toécé.

## Démographie
- 213 624 habitants, 53,90 hab/km2 (1996 - Source)
- 214 450 habitants 2001
- 238 202 habitants, 60,11 hab/km2 2006
- Chef-lieu : Kombissiri (16 821 habitants).

## Villes
| Ville                                 | Latitude      | Longitude    | Alt.   | Pop. (2004) |
| ------------------------------------- | ------------- | ------------ | ------ | ----------- |
| Kombissiri (Kombisiri, Kombissiguiri) | 12° 03' 56ʺ N | 1° 20' 15ʺ O | 303 m. |             |

## Jumelages et accords de coopération
- Bassemyam avec :
  -  Mirebeau (France) en Nouvelle-Aquitaine.
- Kombissiri avec :
  -  Illfurth (France) en Alsace.
- Koubri avec :
  -  Dangé-Saint-Romain (France) en Nouvelle-Aquitaine.
- Saponé avec :
  -  Brest (France) en Bretagne.